# NGC 734
NGC 734 是鲸鱼座的一個透鏡狀星系，距银河系约5.38亿光年。它于1885年11月9日由美国天文学家 法蘭斯·萊文沃思所发现。该星系以前經常會被人當成是PGC 7121。